# Basilica di San Castore

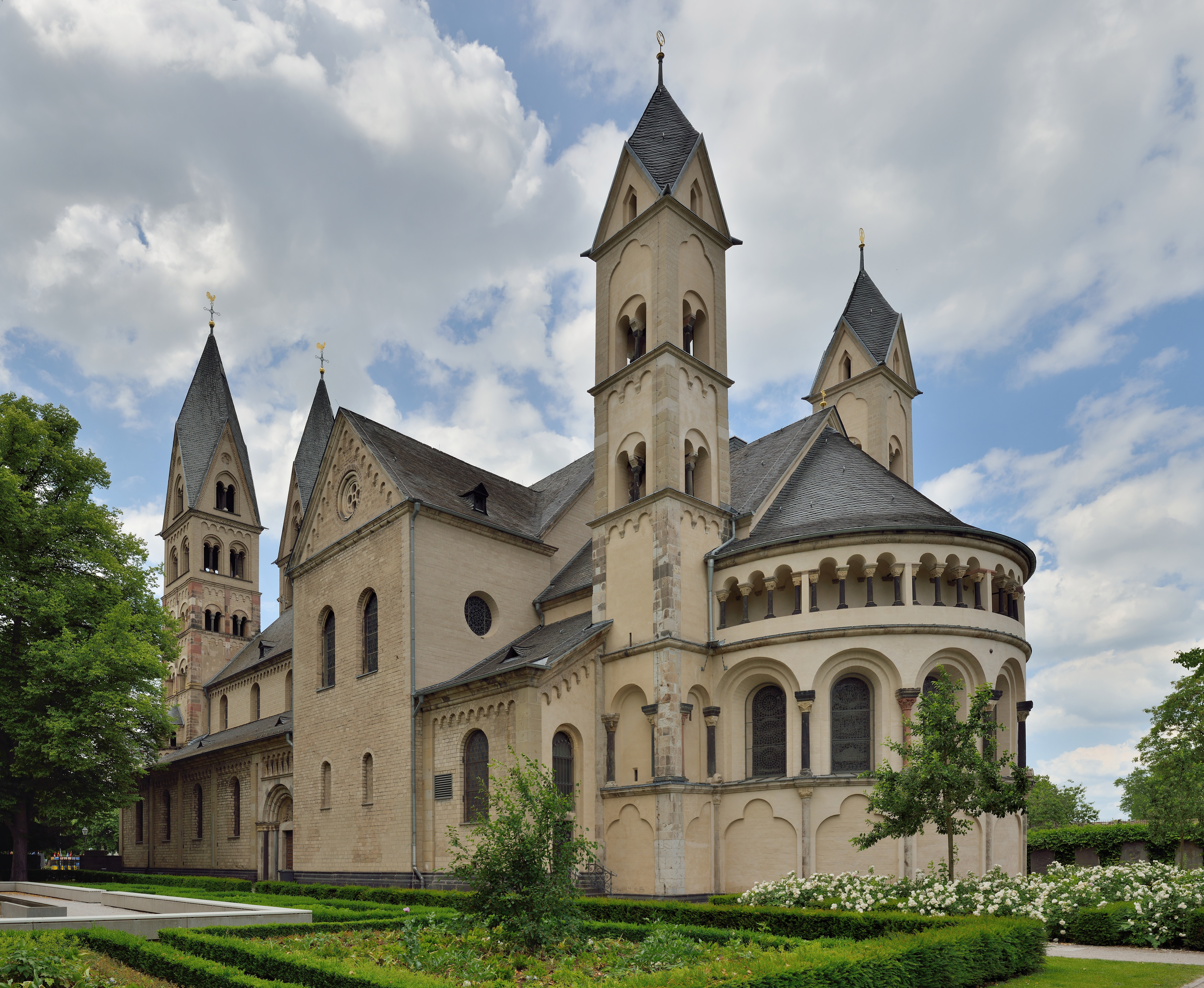
Il lato sud della basilica di San Castore con il Giardino del Paradiso

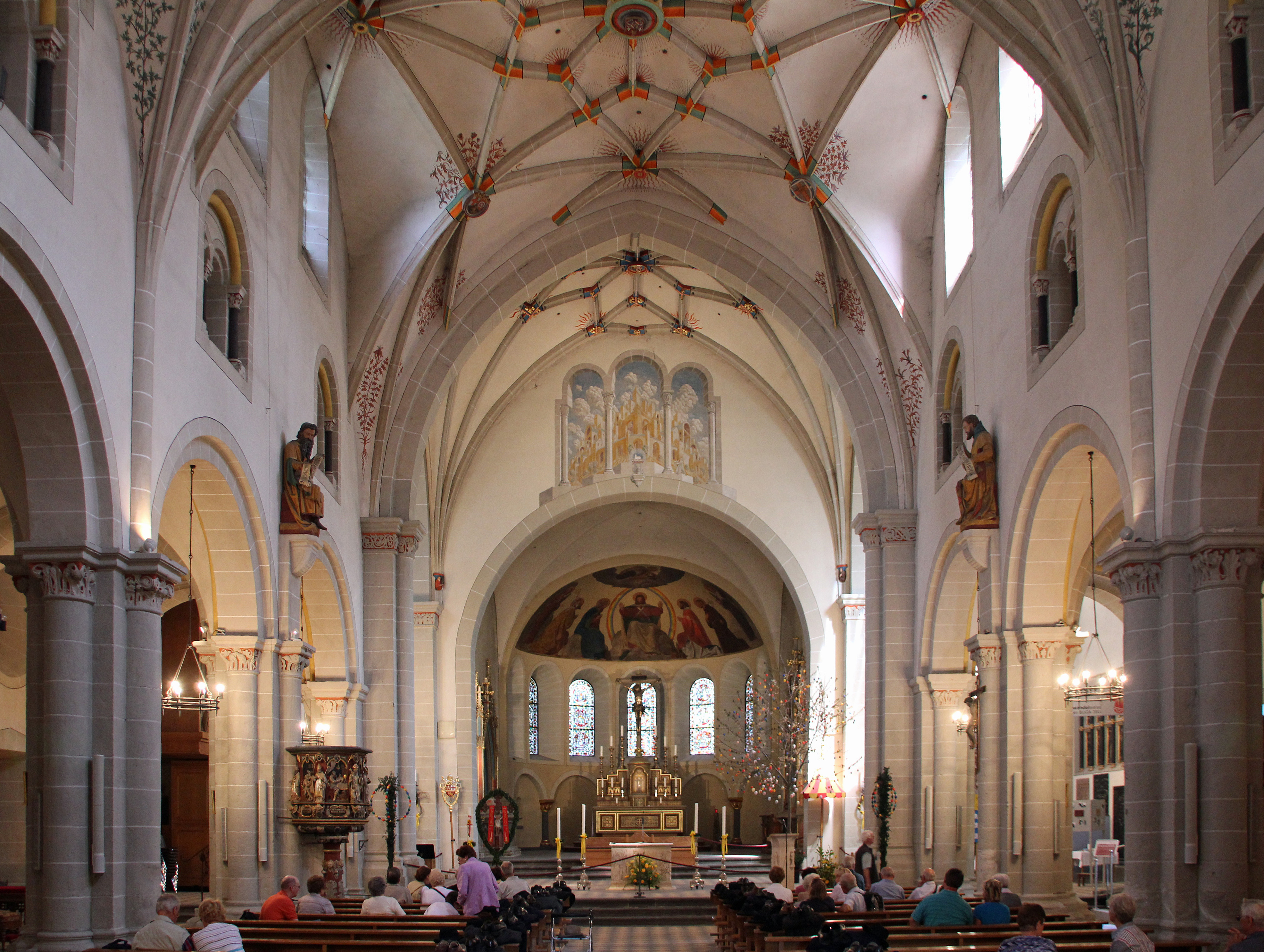
Interno della basilica

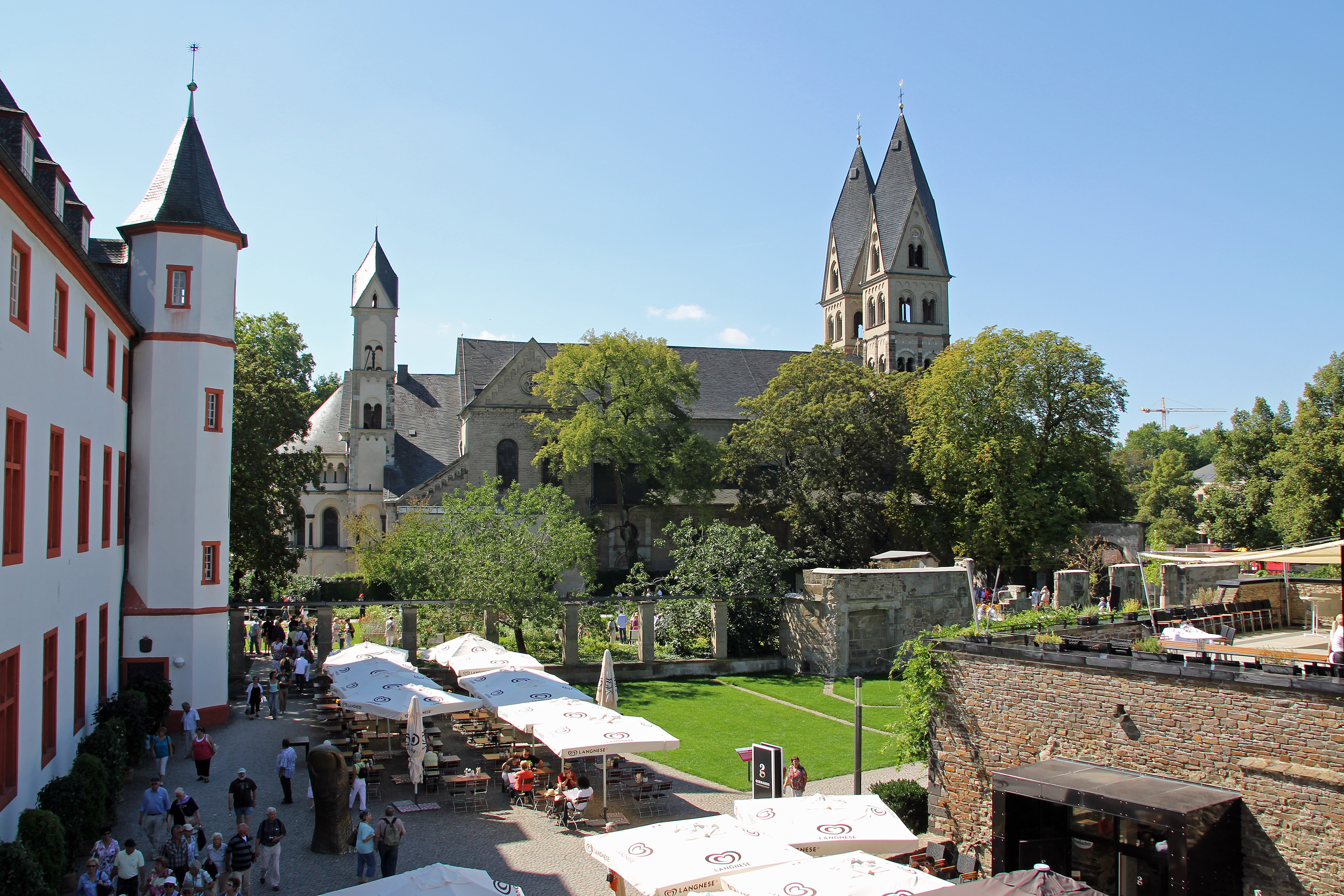
Vista sulla mostra dei fiori del 2011; a sinistra, la Casa dell'Ordine Teutonico

La basilica di San Castore è una chiesa cattolica che si trova nella Città Vecchia di Coblenza, in Germania. È dedicata a san Castore.
La basilica, la cui prima costruzione risale alla prima metà del IX secolo, e il cui aspetto odierno è dovuto in parte al XII secolo e in parte al XIX, è la più antica chiesa rimasta della città, e si trova dietro il Deutsches Eck di Coblenza, sulla lingua di terra fra il Reno e la Mosella. Si tratta di un'imponente costruzione romanica nel Mittelrhein, e per il suo vasto complesso edilizio e il suo in gran parte tramandato allestimento anche di grande significato storico. Essa segna, con le due altre chiese romaniche di Nostra Signora e di San Florin, il profilo della città vecchia. Davanti al sagrato della chiesa si erge la fontana di Castore, una curiosa testimonianza delle guerre di coalizione contro Napoleone Bonaparte.
Papa Giovanni Paolo II elevò, il 30 luglio 1991, la basilica di San Castore al rango di basilica minore.

## Storia
Al posto dell'attuale chiesa di San Castore, che è stata costruita in una zona al riparo delle piene fluviali, sono presenti reperti preistorici. I Romani costruirono, ai tempi dell'imperatore Augusto una prima fortificazione, le prove della quale emersero per la prima volta nel 2008, in occasione dei lavori per la successiva Bundesgartenschau del 2011, con il ritrovamento di un antico fossato. Il fossato, largo quattro metri e profondo ancora 2,5 m di una fortificazione do 100 metri x 100 è la prova che Coblenza fu inizialmente un insediamento romano, che fu cercato invano nella zona della città vecchia fin da 150 anni prima.
Dopo l'abbandono della fortificazione, nella zona dell'attuale coro della chiesa vi era, tra il tardo I secolo e il IV, un fanum. Nel periodo franco l'area occupata dal tempio fu utilizzata per un cimitero, che rimase tale fino alla metà del XII secolo.
Una prima costruzione della chiesa di San Castore ebbe luogo tra l'817 e l'836, sotto il vescovato dell'arcivescovo di Treviri Hetti, con l'appoggio dell'imperatore Ludovico il Pio, di fronte alla porta della città Confluentes (Coblenza) e fu consacrata il 12 novembre 836. Poiché in Coblenza si trovava un palazzo reale, Ludovico fu considerato il fautore della costruzione e la chiesa come chiesa proprietaria carolingia. Tuttavia Ludovico si recò a Coblenza solo dopo la consacrazione della chiesa. Ciò aumentò l'importanza dell'arcivescovo sulla chiesa stessa, tanto più che la chiesa si trovava fino al XIII secolo fuori della città.
Le reliquie di san Castore furono traslate a Coblenza per la venerazione dalla chiesa di San Castore a Karden. Come santa della città di Coblenza venne venerata nella chiesa la presunta figlia di Ludovico, Rizza, la cui teca di reliquie è tuttora nella chiesa.
La prima chiesa di San Castore del IX secolo era un edificio religioso carolingio a sala, larga come l'attuale navata centrale. A ovest si unisce un atrio e dalla parte opposta, a est, si aggiunge il transetto e direttamente un'abside di forma semicircolare. Intorno a questa corre all'esterno un corridoio ad anello, nella cui linea vi è una costruzione intermedia, che arriva fino ad una rotonda. Questa "cripta esterna" era attaccata completamente alla fondazione imperiale. L'edificio sacro apparteneva alla Collegiata di San Castore, nella quale vivevano i preti in una specie di comunità conventuale.
Nel IX secolo la fondazione imperiale di San Castore era legata strettamente alla storia del regno. Nell'842 vennero qui discusse le norme sulla suddivisione del regno franco da 110 plenipotenziari dei figli di Ludovico il Pio, Lotario I, Carlo il Calvo e Ludovico II il Germanico, che furono poi sottoscritte con il Trattato di Verdun dell'843.
La fondazione di San Castore fu un punto significativo d'incontro dell'imperatore e dei re come dei vicini e luogo di appianamento di controversie. Nel giugno dell'860 ad esempio s'incontrarono i sovrani carolingi per comporre le loro liti e pattuirono la pace di Coblenza.
Con l'incursione dei normanni dell'882 la chiesa fu distrutta, ma subito dopo ricostruita.
In una successiva fase ricostruttiva nella metà dell'XI secolo furono aggiunte alla facciata le due torri. La ristrutturazione della chiesa nella forma odierna in generale iniziò verso il 1160. L'intera antica struttura del transetto orientale fu abbattuta. Al suo posto nacque il coro tripartito con una ricca metà abside, fiancheggiata da due torri slanciate a fianco. Fra transetto e coro furono create due camere del tesoro al primo piano. Le torri occidentali furono elevate, nel 1180, a un sesto piano.

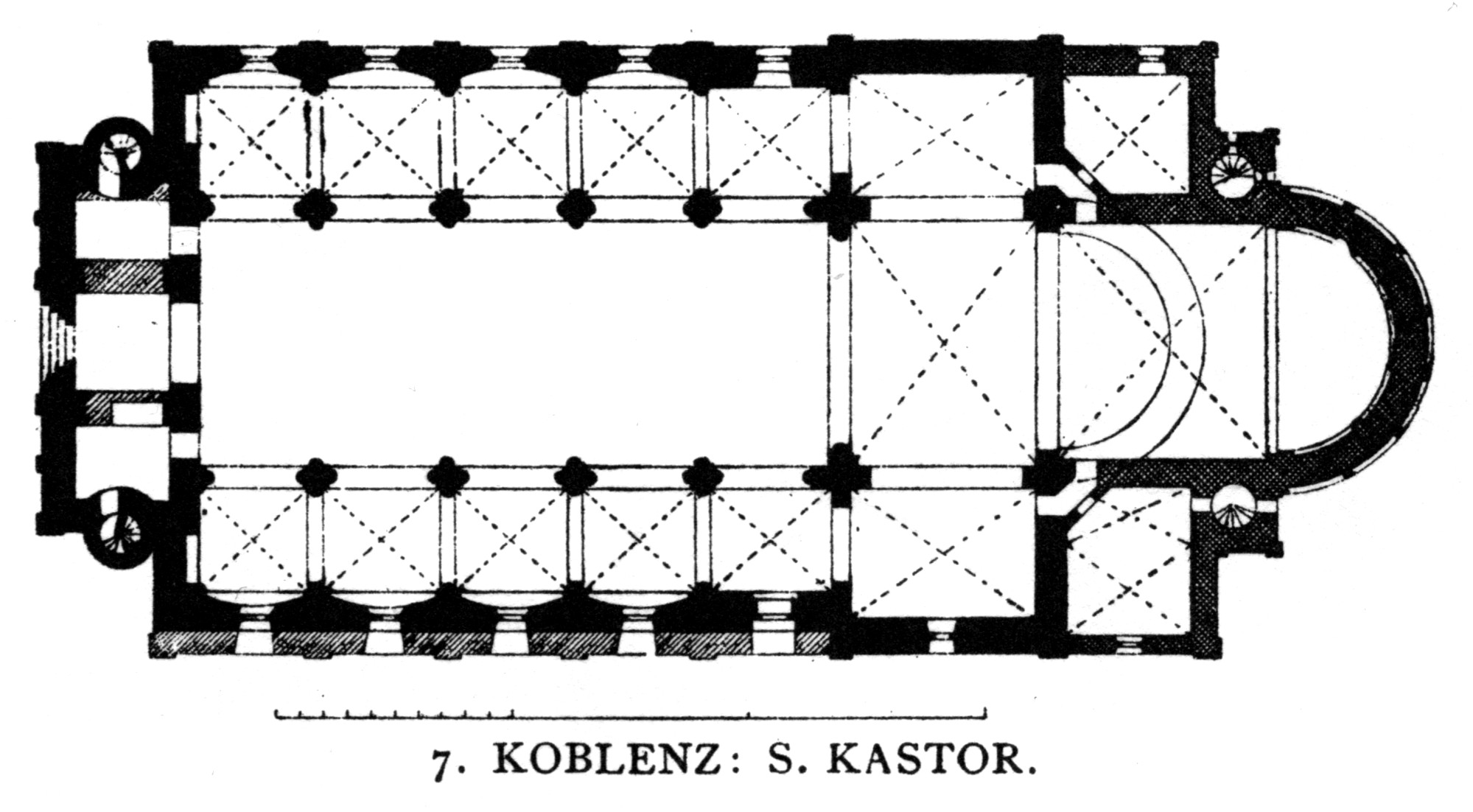
Pianta della basilica

Nella battaglia tra Ottone IV di Brunswick e Filippo di Svevia sul letto asciutto della Mosella presso Coblenza nell'ottobre 1198 venne danneggiata anche la chiesa di San Castore.
All'inizio del XIII secolo la navata carolingia venne modificata in una navata basilicale con navate laterali coperte da volte. L'arcivescovo Giovanni I di Treviri consacrò la nuova chiesa e i suoi altari il 27 luglio 1208. La navata centrale del 1208 aveva una copertura piatta, l'antico transetto e le navate laterali avevano subito in questa fase un'ulteriore ristrutturazione con una volta a crociera.
L'arcivescovo di Treviri Bruno di Lauffen fondò nel 1110 vicino alla chiesa l'ospedale di San Nicola, appartenente alla chiesa di San Florin. L'arcivescovo Teodorico II di Wied chiamò a Coblenza i cavalieri dell'Ordine teutonico e donò loro una parte del terreno della chiesa insieme al vicino ospedale di San Nicola. Un motivo per l'insediamento dell'Ordine Teutonico fu la sua capacità nella cura degli infermi. Direttamente sull'angolo formato dalla confluenza della Mosella nel Reno sorse poco dopo la commenda dell'Ordine Teutonico per l'amministrazione della provincia di Coblenza dell'Ordine, che era sottoposta direttamente al Gran Maestro dell'Ordine. Da questo trasferimento dell'Ordine il luogo fu chiamato dapprima Deutscher Ordt e poi Deutsches Eck.
Con l'ampliamento della fortificazione della città di Coblenza a metà del XIII secolo anche la chiesa di San Castore fu posta sotto la difesa delle mura cittadine.
Nel 1338 ebbe luogo l'ultimo incontro importante nella chiesa di San Castore, quando l'imperatore del Sacro Romano Impero Ludovico il Bavaro e il re d'Inghilterra Edoardo III stipularono un patto di amicizia e di alleanza.
Dal 1496 al 1499 la copertura piatta della navata centrale fu trasformata da un certo Mastro Mattia in una volta a crociera. Anche la volta della crociera del transetto fu allora rinnovata. Con questi interventi la chiesa assunse la forma architettonica che vediamo ancor oggi.

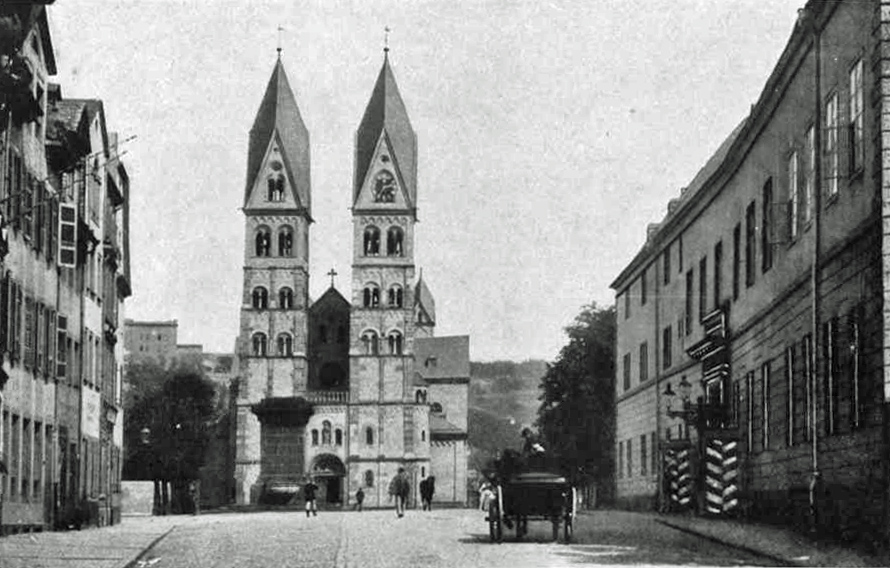
Vista dalla Kastorstraße della chiesa di San Castore nel 1900. A destra la sede dell'VIII corpo d'armata della Germania imperiale

Fino al 1802 la chiesa di San Castore rimase una collegiata. Gli edifici della collegiata si trovavano di fronte alla facciata ovest della chiesa a al suo lato sud, di fronte al quale si trovava anche il chiostro.
Nel coro della chiesa si trovava un cimitero per gli appartenenti alla parrocchia di San Castore. Durante la secolarizzazione dei tempi della dominazione francese, la collegiata fu soppressa e i suoi edifici, compreso il chiostro, demoliti; la chiesa tuttavia rimase come chiesa parrocchiale.
All'inizio del XIX secolo alcune parti delle reliquie di san Castore lasciarono Coblenza per ritornare a Karden e furono nuovamente riposti nel reliquiario storico.
Secondo il progetto dell'ispettore prussiano all'edilizia, l'architetto Johann Claudius von Lassaulx, ebbe inizio tra il 1848 e il 1850 una completa opera di restauro e l'interno fu ritinteggiato con affreschi di Joseph Settegast. Con l'occasione furono rimosse le parti decorative barocche. Anche il portale ovest del 1805, in stile neoclassico, fu eliminato e nel 1859 sostituito da uno romanico.
Negli anni 1890–1895, sotto la direzione del Direttore dell'edilizia cittadina Friedrich Wilhelm Ludwin Mäckler, venne condotto un restauro dell'esterno, compreso il rinnovamento del portale. Dal 1928 ebbe luogo un rinnovamento della parte interna.

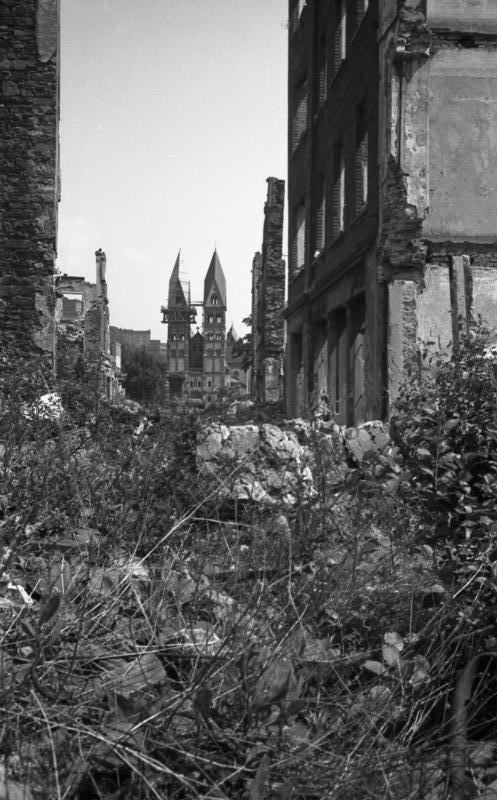
Ricostruzione della chiesa di San Castore (verso il 1946) in una distrutta città di Coblenza

Con il pesante bombardamento di Coblenza del 6 novembre 1944 la chiesa di San Castore fu gravemente danneggiata e il tiro delle artiglierie americane nel marzo del 1945 la danneggiarono ulteriormente. Rimasero sostanzialmente intatte le volte e l'arredamento, mentre bruciarono l'organo e il suo sostegno, e andarono distrutte anche le vetrate del XIX secolo. La ricostruzione ebbe inizio nello stesso 1945. Nel 1955 terminò la ripittura dell'interno e nel 1962 nella crociera fu installato il nuovo organo. Le torri del lato ovest furono messe in sicurezza tra il 1980 e il 1983. Tra il 1985 e il 1990 ebbe luogo l'ultimo restauro. In questa occasione furono eseguiti gli scavi per la ricerca archeologica.
Papa Giovanni Paolo II elevò la chiesa al rango di basilica minore il 30 luglio 1991.
Dal 1999 le comunità parrocchiali della chiesa di Nostra Signora e di quella del Cuore di Gesù si fusero in un'unica comunità parrocchiale ed hanno un unico parroco; nel 2005 si aggiunse ad esse la comunità parrocchiale che faceva capo alla basilica di San Castore. Nel 2014 venne installato un nuovo grande organo, cui se ne aggiunse un altro piccolo supplementare.

## Descrizione

### Esterno

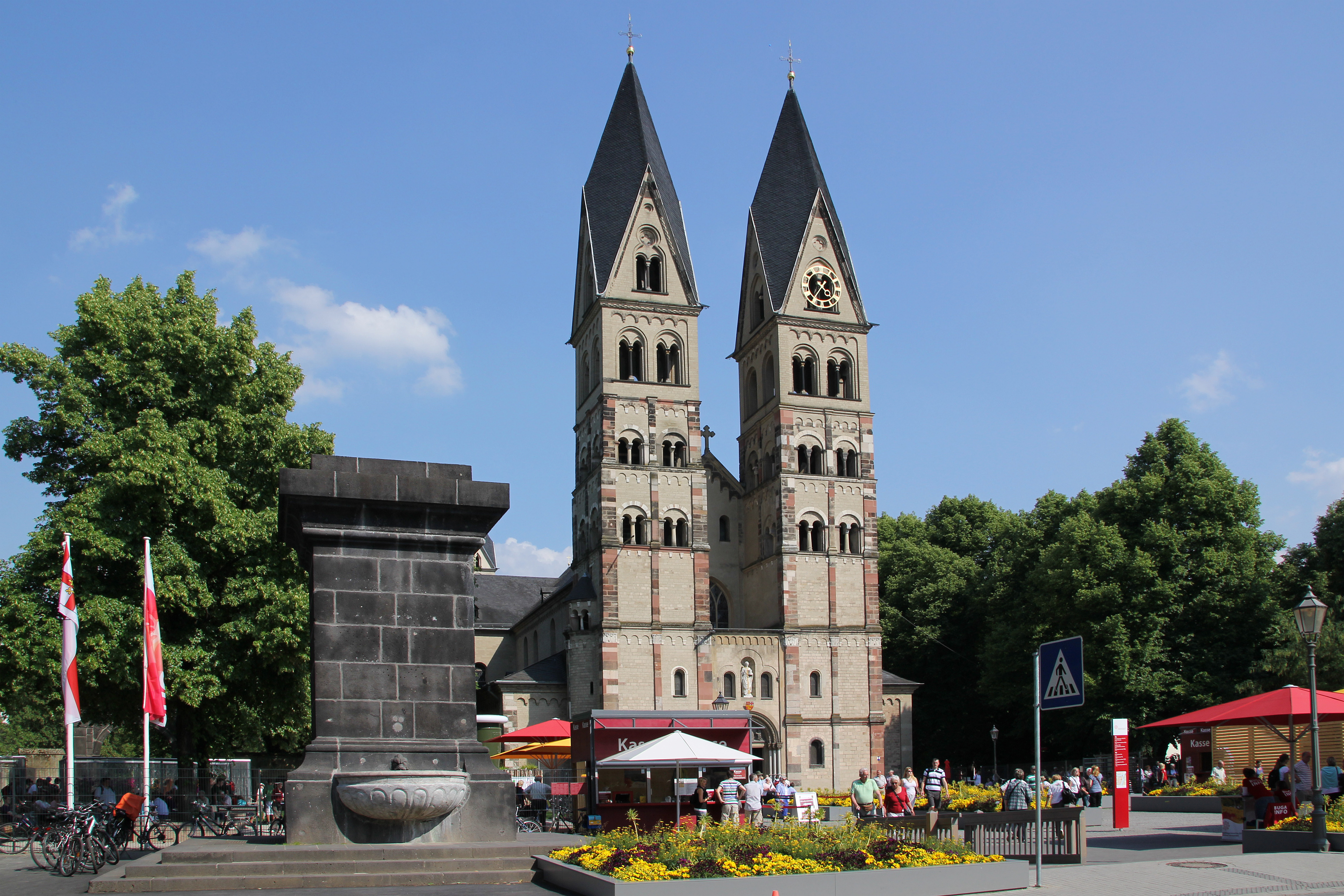
La Basilica di San Castore con la fontana di Castore a Coblenza

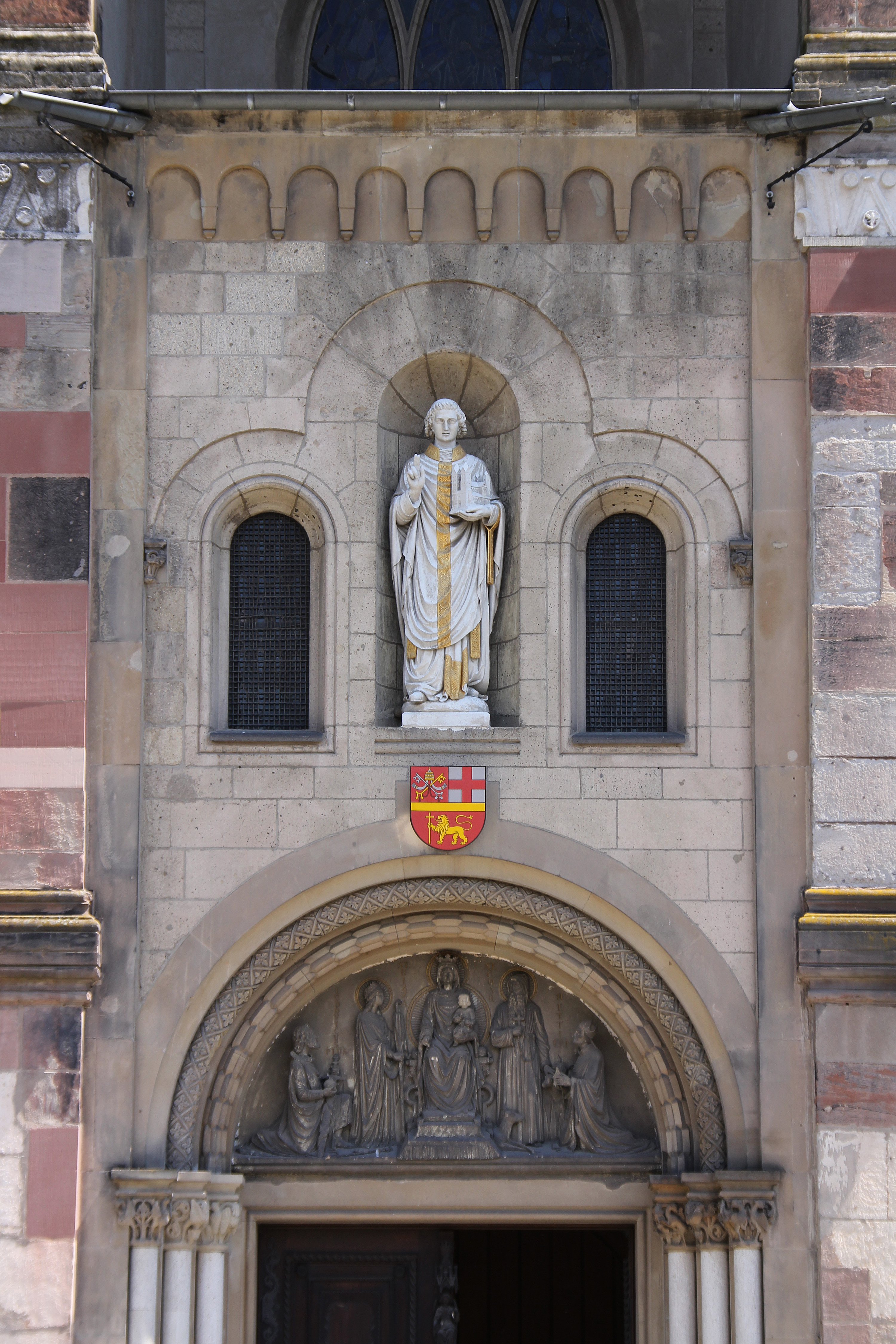
Portale principale con la figura di san Castore

La basilica di San Castore è una basilica con due torri, il transetto, il coro e un'abside fiancheggiata da due torri. L'edificio religioso, in tufo chiaro, si trova isolato al centro di una zona verde. I timpani in pietra delle due torri sono romboidali. Sul portale ovest si trova in una nicchia la statua di san Castore, opera di Gottfried Götting. La navata centrale e il transetto sono sobriamente strutturati e il coro, rivolto verso ovest, è riccamente articolato sul modello di quello del duomo di Bonn. Egli ha da entrambi i lati, accanto a ciascuno dei quali vi è una delle due torri a cinque piani, l'abside rotonda, a tre piani. Il terzo piano dell'abside consiste in una loggia ad arcatelle con 21 archi sostenuti da pilastrini. Nella zona delle finestre ogni colonna mostra un leone quale simbolo cristologico.
Tutti tetti sono ricoperti in ardesia.
Numerose lapidi mortuarie fuori della chiesa si trovano sul muro della corte nord. Questo ex cimitero termina dal suo lato occidentale con un portale del XVIII secolo, in una cornice di pilastri.
La basilica ha una navata centrale lunga 58,25 metri e una larghezza complessiva di 25,30 metri. Le torri sono alte 44,00 metri con base di lati rispettivamente di 6,00 e 6,80 metri.

### Interno

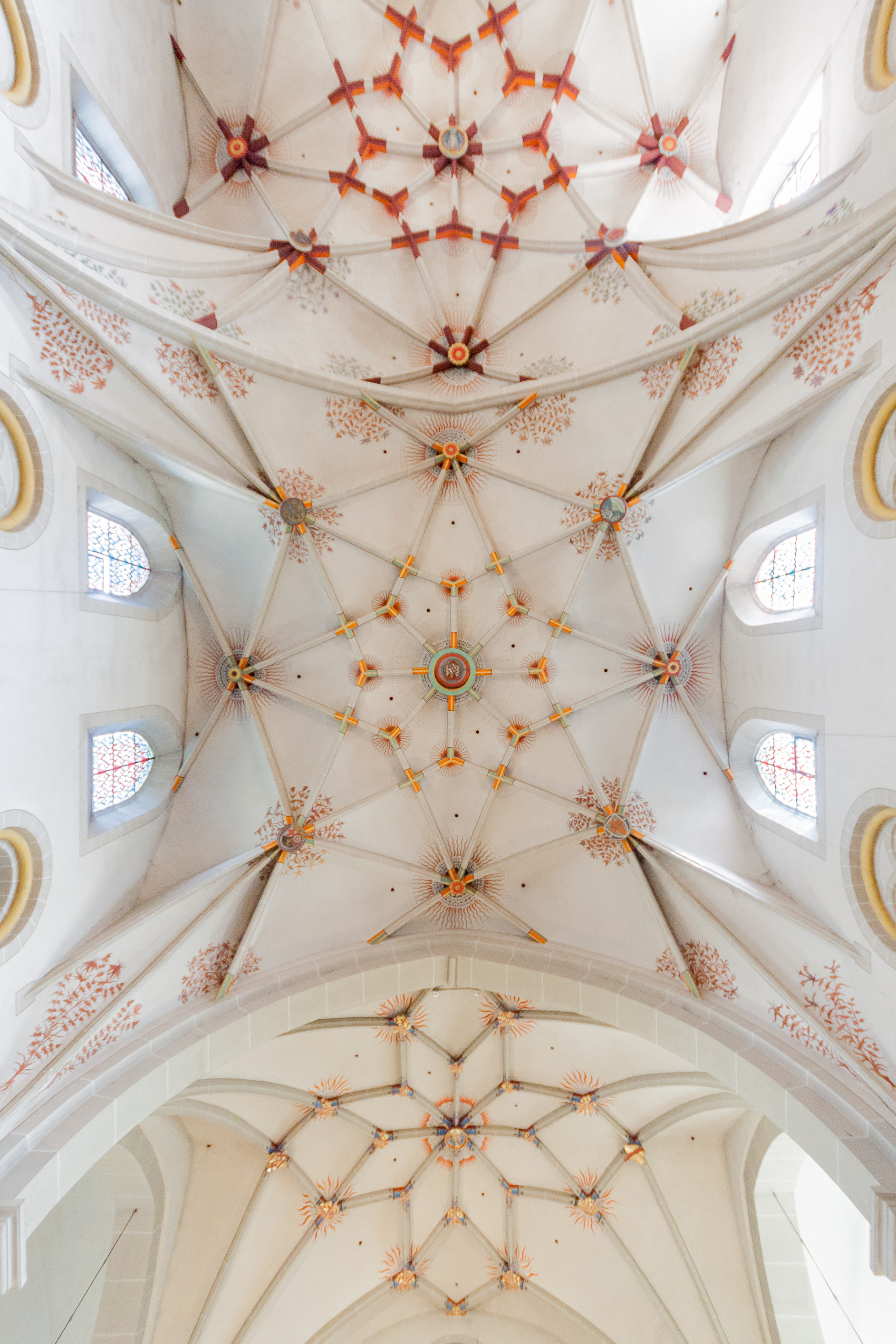
Volte a stella

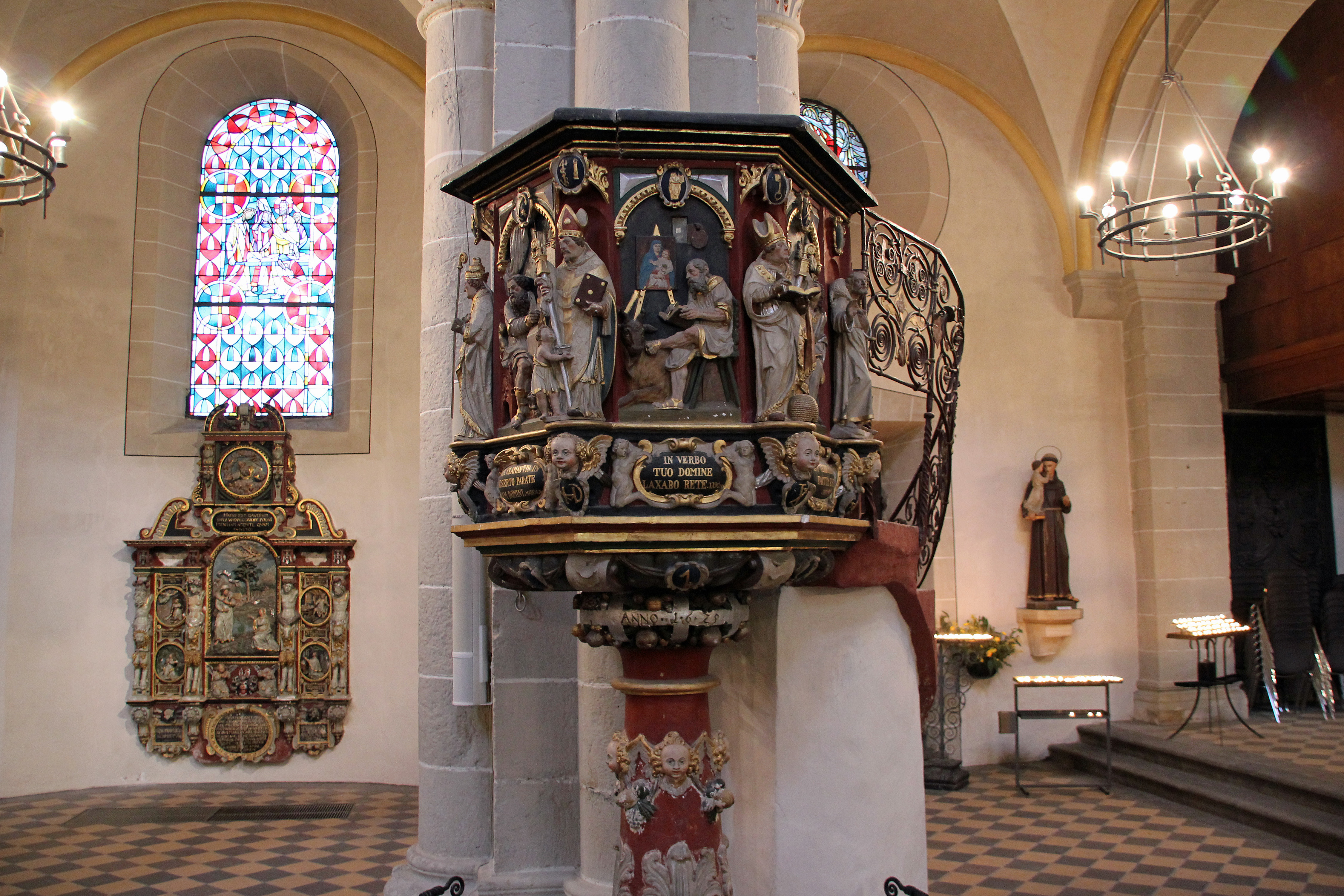
Pulpito in pietra, a sinistra la tomba del decano Maternus Gillenfelt

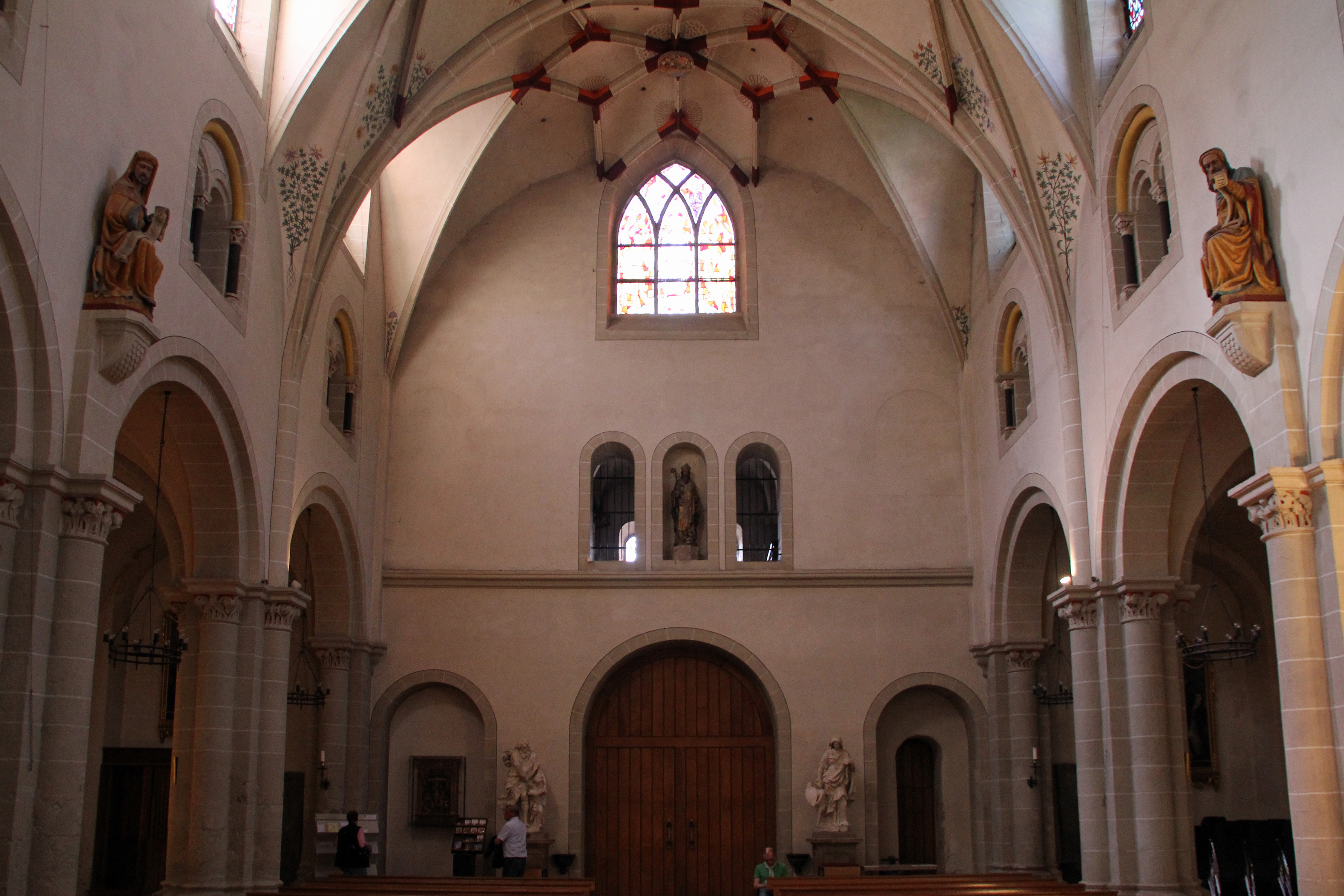
Controfacciata prima dell'incasso del nuovo organo principale nel 2014

L'interno della basilica manca di unità stilistica a causa delle numerose ristrutturazioni. La navata centrale è scandita da colonne a fascio. Le navate laterali, con copertura a volte a crociera, sono adornate con nicchie a fondo piatto, caratteristica del romanico della zona del centro del Reno.
Al di sopra delle bifore del matroneo è visibile il cambio del progetto edilizio, poiché le finestre del cleristorio si differenziano in modo fondamentale.
I cambiamenti di progetto del XIII secolo erano conseguenza della inusuale larghezza della navata centrale, che ai costruttori di allora creava difficoltà nella realizzazione della copertura.
La navata centrale e la crociera hanno una volta con costoloni a stella, il coro una volta a crociera. Sull'abside il pittore Clemens Hillebrand dipinse nel 1990 in affresco la Gerusalemme celeste. L'ampia ma bassa abside ha nella zona più bassa una struttura ad arco cieco che non si adatta alle finestre che stanno al di sopra.
Nella cupola superiore un affresco del pittore Josef Settegast rappresenta la Santissima Trinità. Di sotto si cela una Majestas Domini del XIII secolo. Della stessa epoca sono i dipinti murali, che oggi si trovano al di sopra delle volte tardo-gotiche. Poiché essi sono celati dal tempo della costruzione delle volte di copertura, non sono mai stati restaurati e appartengono perciò alle poche pitture murali rimaste da quel periodo.
Sulla controfacciata si trova un'immagine del XV secolo, più volte restaurata.
16 tavole con mezze figure dei dodici apostoli, di Gesù Cristo, Maria, san Castore e la beata Rizza si trovano in una cornice in pietra e risalgono al tardo medioevo, verso il 1480.
Il pulpito è attaccato a un pilastro della navata centrale ed è decorato riccamente con figure, opera del 1625 di Peter Kern da Coblenza.
L'altare maggiore fu eretto nel 1848 su progetto dell'architetto Johann Claudius von Lassaulx e del pittore Heinrich Knauth. Su di esso si erge un crocefisso in bronzo del 1685, opera dello scultore Georg Schweigger.
Nella navata laterale settentrionale vi è una teca neogotica con le reliquie di san Castore e della beata Rizza, progettato da Vinzenz Statz nel 1894 del Laboratorio artistico Meyer di Coblenza e dipinta nel 1906 nell'abbazia di Santa Maria Laach.

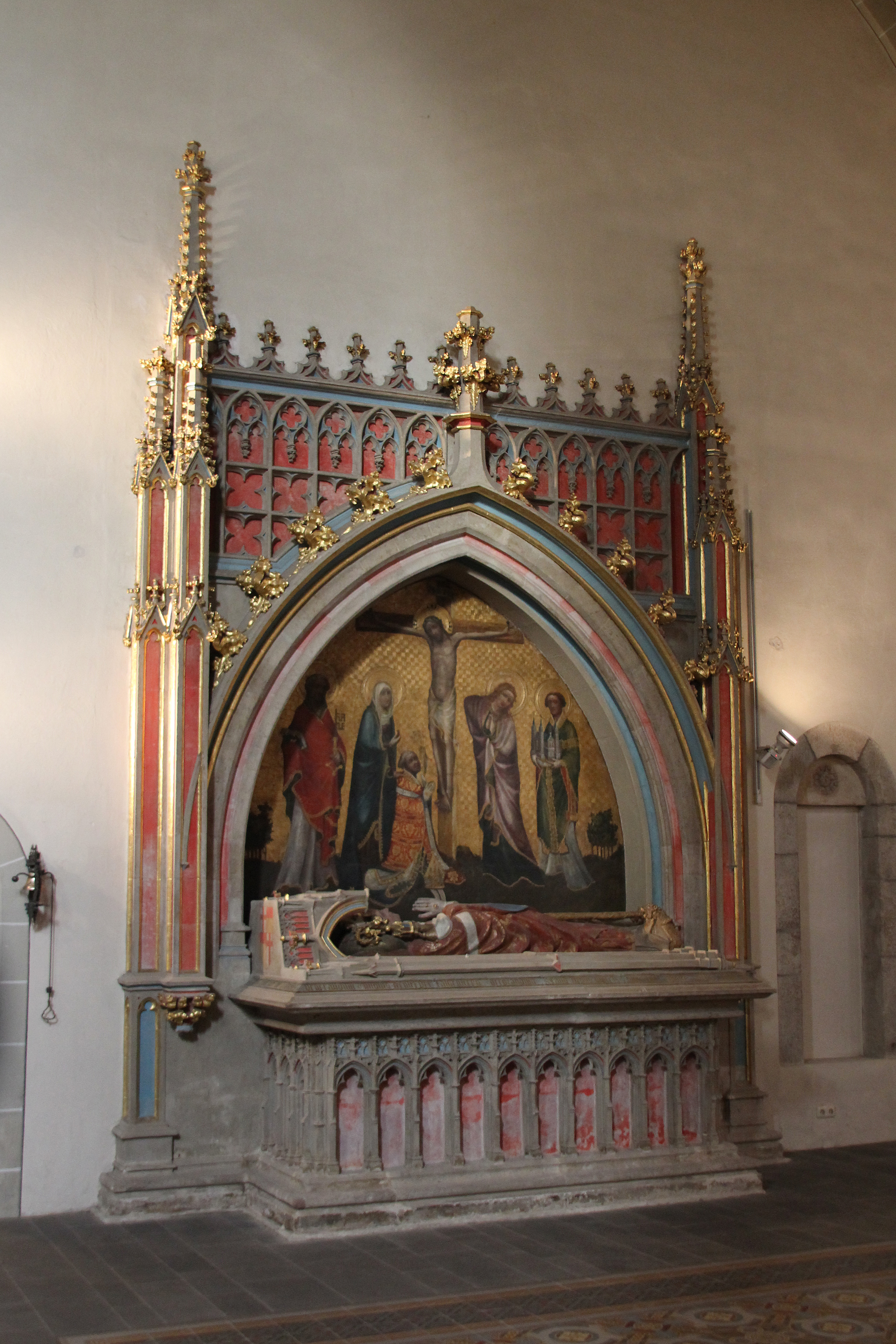
Tomba di Kuno II von Falkenstein

Inoltre si trovano nella chiesa figure sepolcrali, che vanno dal XIV al XVIII secolo, di particolare importanza storica e artistica. Esse sono, nella parete nord del coro la tomba dell'arcivescovo Kuno II von Falkenstein († 1388), di fronte alla quale si trova quella dell'arcivescovo Werner von Falkenstein († 1418); nella navata laterale meridionale la doppia tomba del funzionario Friedrich von Sachsenhausen († 1411) e della moglie Sophie Schenk von Liebenstein, l'epitaffio in tre parti del cavaliere Johann von Schönborn e della consorte (XV secolo) e nella navata sud l'epitaffio del decano Maternus Gillenfelt († 1607).

#### L'immagine della Madonna di santa Brigida

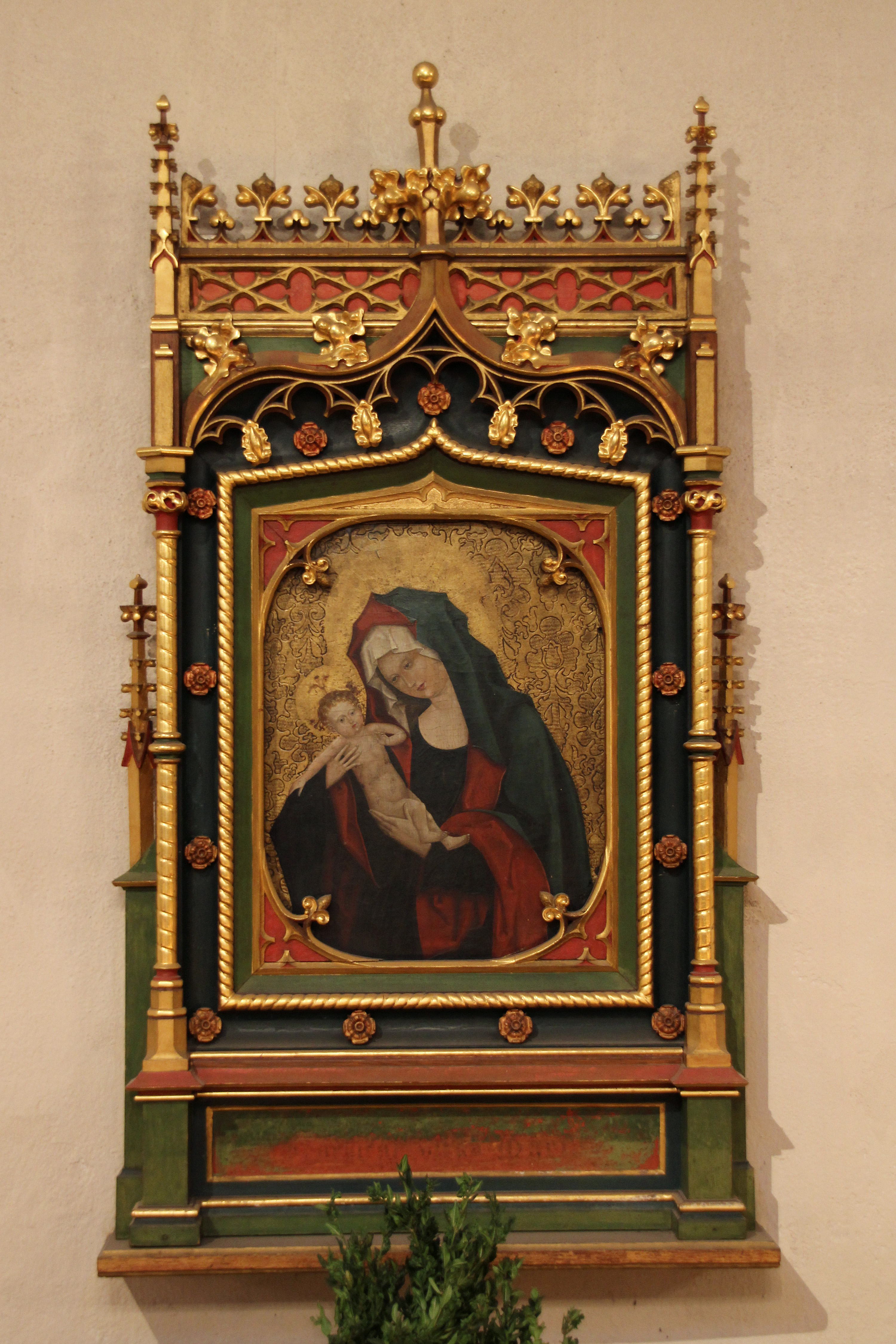
La Madonna di santa Brigida

Nella seconda campata della navata laterale meridionale è appesa l'immagine della cosiddetta Madonna di santa Brigida. In una carta sotto l'immagine sta scritta questa storia (non veritiera):
(Iscrizione sotto l'immagine della Madonna detta "di santa Brigida" nella Basilica di San Castore a Coblenza)
Secondo una ricerca storico-artistica la tavola potrebbe risalire al periodo tra il 1350 e il 1410 ed essere stata dipinta in Boemia o essere opera di un artista boemo. Il dipinto è citato dal 1672. Esso si trovava allora in possesso del vescovo ausiliare Otto Reinhold von Andrimot, che la portò di sua volontà ai canonici del duomo di Wetzlar. L'immagine vi rimase fino alla secolarizzazione del 1802/1803. Dopo, come molti beni ecclesiastici, finì in mani laiche. Secondo un documento dell'archivio parrocchiale nel 1822 divenne proprietà del consigliere segreto medico Joseph Anton Nikolaus Settegast, che tuttavia non la tenne a lungo, se già il 26 febbraio 1836 passò alle suore della carità di San Carlo, che a Coblenza curavano ammalati e anziani nell'ospedale cittadino di Coblenza, che apparteneva, insieme all'ex convento francescano, alla parrocchia di san Castore, ove l'immagine nel 1849 compì il suo ultimo viaggio.dai fratelli Stumm

### Organo
Già nel 1422 venne citata la presenza di un organo a San Castore. Nel 1769 un organo a due tastiere fu installato dai fratelli Stumm. Quest'organo subì numerosi restauri ed ampliamenti, ultimo dei quali ebbe luogo nel 1929. Il 6 novembre 1944 il matroneo ovest fu colpito da una bomba incendiaria e l'organo bruciò.
Nel 1962 la ditta Späth installò un organo a tre tastiere (38 registri) con trasmissione elettropneumatica. A causa del pericolo di inondazioni questo organo venne sospeso sulla parete nord del transetto.
Dopo la ristrutturazione della chiesa esso non entrò più in servizio e nel 2013 fu smontato.

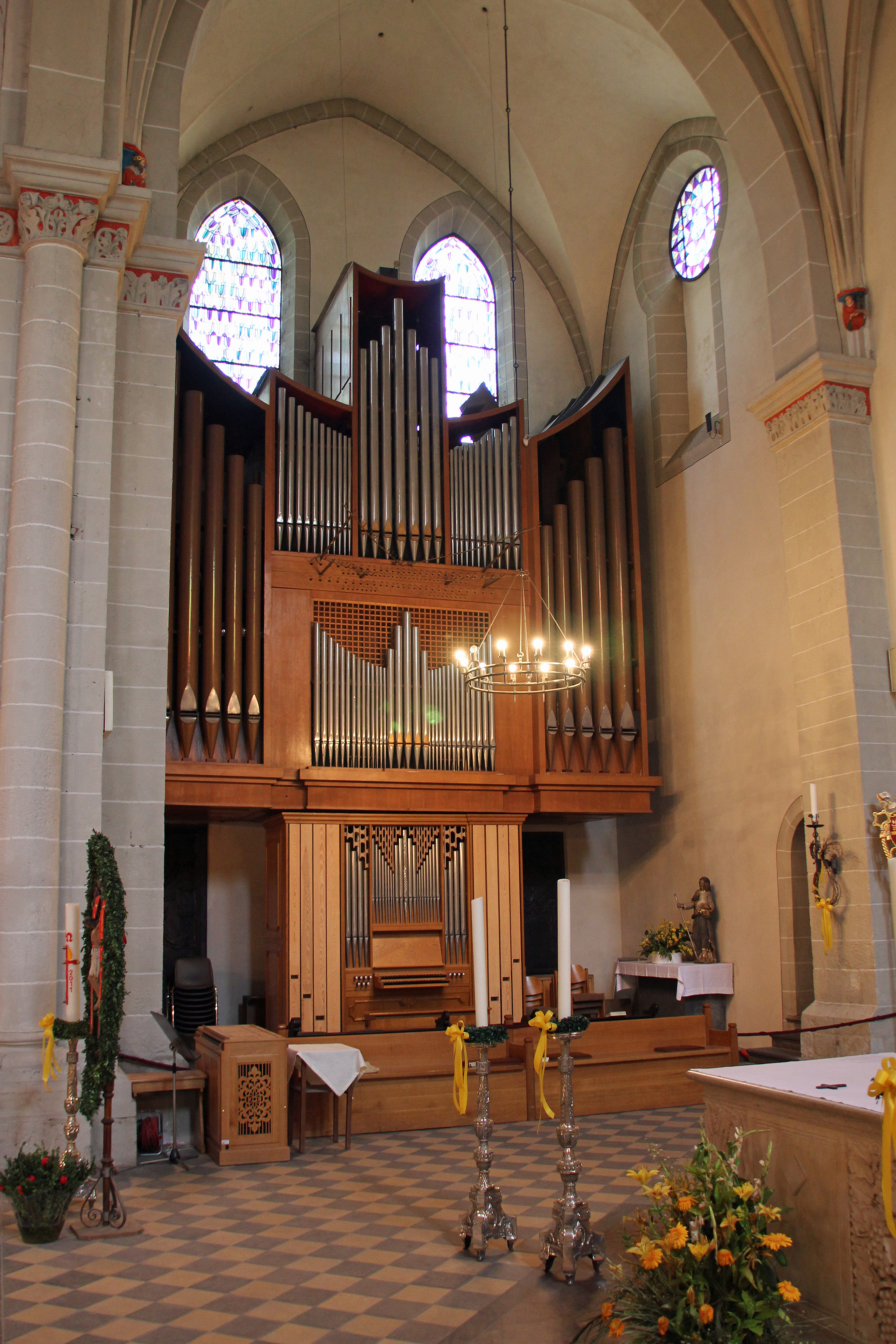
L'organo del coro nell'ex postazione sulla parete nord del transetto

#### L'organo del coro
L'organo del coro fu fabbricato nel 1990 dal fabbricante di organi Hugo Mayer esso ha 11 registri con due tastiere e pedaliere e trasmissione meccanica. Esso fu installato su una postazione sotto quella dell'organo smontato nel 2013 e da allora è in servizio effettivo.

### Campane
Le prime campane della chiesa di San Castore furono sistemate già dal 1200. Documenti del 1286 parlano di un campanaro di nome Heinrich, soprannominato Kuninc. Nel XV secolo si trovavano sulle torri campanarie cinque campane, che durante la guerra dei trent'anni sotto l'occupazione svedese furono danneggiate e destinate alla fusione per farne cannoni. Tuttavia esse poterono essere recuperate e riacquistate prima che venissero fuse dai canonici di San Castore. Il fonditore itinerante Raul Gaulard il Giovane, di Aquisgrana, ebbe il compito di rifondere quattro vecchie campane dopo aver vinto l'appalto relativo e completò la sua opera in loco nel 1848. Nel 1891 fu aggiunta una nuova campana.
Durante la prima guerra mondiale si riuscì ad evitarne il sequestro. Durante la seconda guerra mondiale, nell'estate del 1942, le campane furono confiscate e trasferite in un punto di raccolta ad Amburgo. Qui però non vennero fuse e così, terminata la guerra, poterono ritornare nella chiesa di San Castore.
Oggi la basilica di San Castore ha a disposizione cinque campane:
| Nome                | Nota | Peso    | Diametro | Anno | Fonditore                   | Località             |
| ------------------- | ---- | ------- | -------- | ---- | --------------------------- | -------------------- |
| Campana di Castore  | si0  | 2580 kg | 162,7 cm | 1848 | Raul Gaulard il Giovane     | Torre sud (5º piano) |
| Campana di Maria    | do1  | 1640 kg | 139,9 cm | 1848 | Raul Gaulard il Giovane     | Torre nord           |
| Campana di Goar     | re1  | 1170 kg | 126,6 cm | 1848 | Raul Gaulard il Giovane     | Torre nord           |
| Campana di Antonio  | mi1  | 900 kg  | 119,8 cm | 1891 | Andreas Hamm da Frankenthal | Torre sud            |
| Campana di Giovanni | fa1  | 642 kg  | 102,4 cm | 1848 | Raul Gaulard il Giovane     | Torre nord           |

## Dintorni della basilica

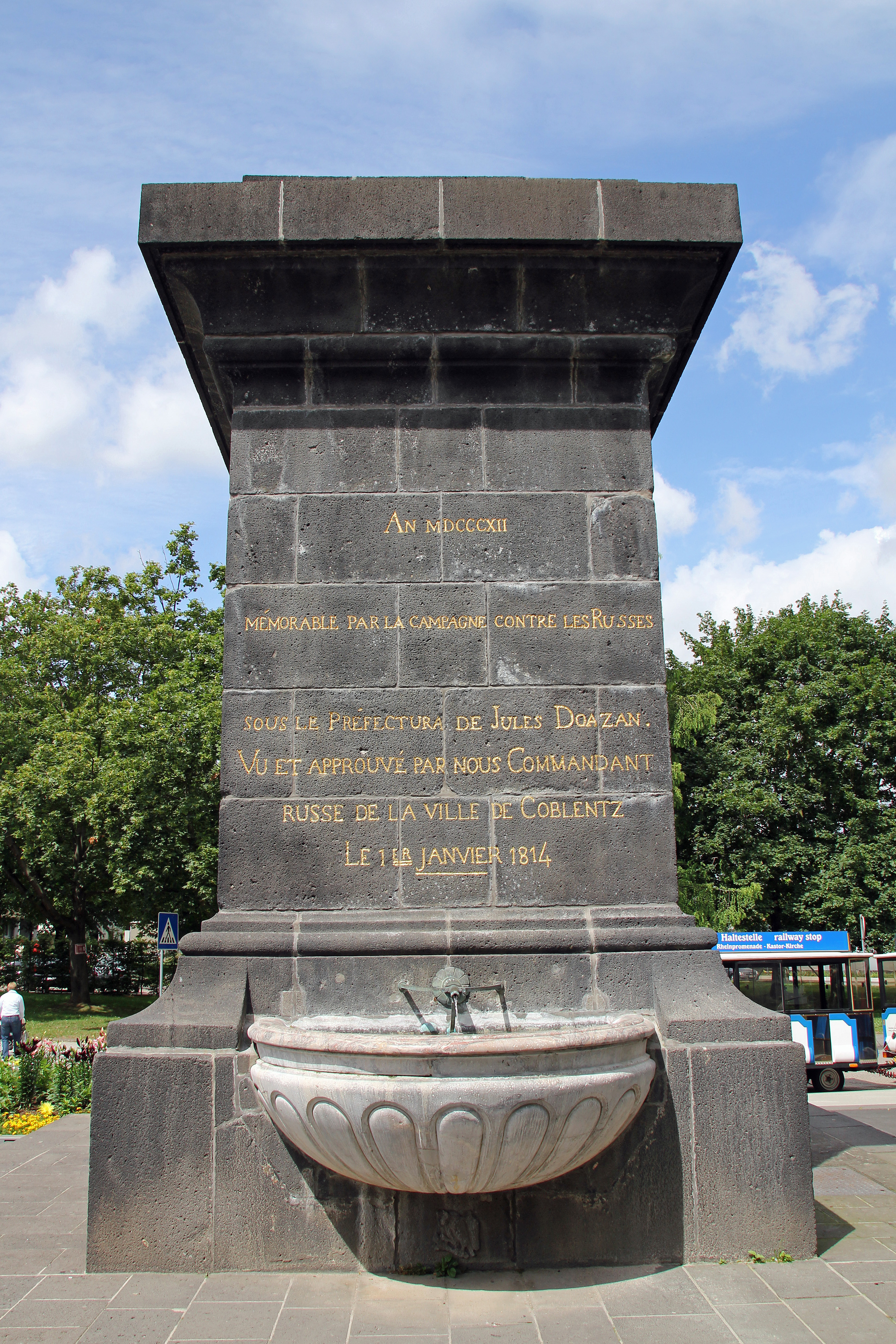
La fontana di Castore sulla piazza della chiesa

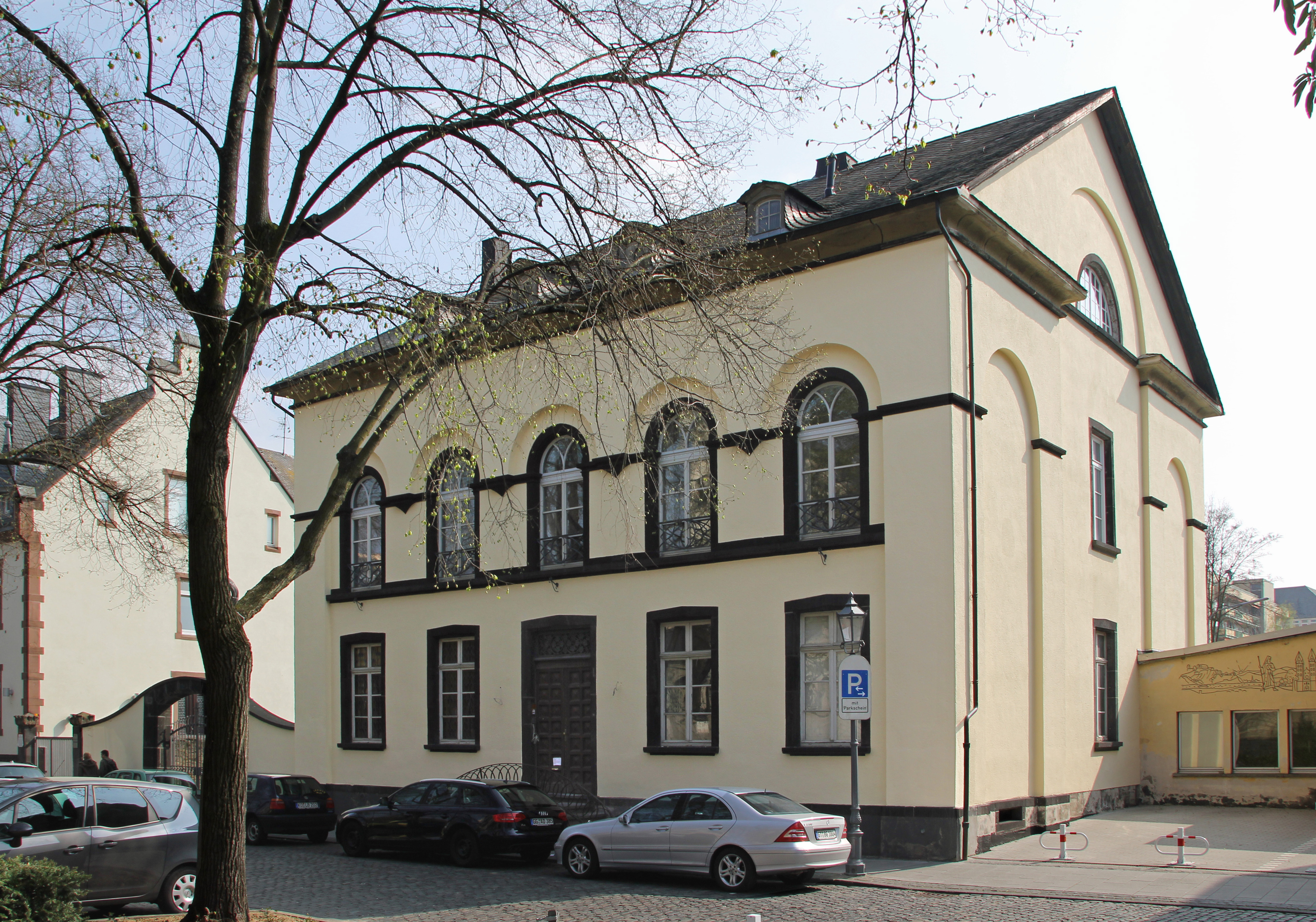
La parrocchia di san Castore

La Basilica si trova al centro di una zona verde dietro il Deutsches Eck. Tra la chiesa e la punta della lingua di terra che sta fra il Reno e la Mosella si trova la ex commenda di Coblenza dell'Ordine teutonico.